# Ільїна Катерина Федорівна
Катерина Федорівна Ільїна (рос. Екатерина Фёдоровна Ильина; нар. 7 березня 1991) — російська спортсменка, гандболістка. Виступає за гандбольний клуб «Ростов-Дон» (Ростов-на-Дону) і збірну Росії. Олімпійська чемпіонка ігор 2016 року в Ріо-де-Жанейро, чемпіонка світу серед юніорів. Заслужений майстер спорту.

## Нагороди
- Орден Дружби (25 серпня 2016 року) — за високі спортивні досягнення на Іграх XXXI Олімпіади 2016 року в місті Ріо-де-Жанейро (Бразилія), проявлені волю до перемоги і цілеспрямованість[2].